# Nationalpark Nahuelbuta
Der Nationalpark Nahuelbuta (spanisch Parque Nacional Nahuelbuta) ist ein Schutzgebiet im so genannten „kleinen Süden“ von Chile. Er liegt im Norden der Region Araukanien (Araucanía) und auch einen Teil der Provinz Arauco abdeckt, etwa 35 km westlich der Stadt Angol. Der Park wurde 1939 ausgewiesen und ist 68,31 km² groß. Kennzeichnend für den Nationalpark sind ausgedehnte Araukarienwälder. Die Mittelgebirgslandschaft des Parks gehört zu den Küstengebirgen Chiles, die das chilenische Längstal zwischen der Andenkordillere und dem Mittelgebirgskamm der Küstenregion einschließen. Beliebtester Aussichtspunkt ist der Gipfel Piedra El Águila (1460 m), von dem Wanderer einen weiten Ausblick bis zum Pazifik im Westen und auf die gewaltigen Kulisse der Sechstausender im Osten haben.